# Радофінніково
Радофінніково (рос. Радофинниково) — селище у Тосненському районі Ленінградської області Російської Федерації.
Населення становить 854 особи. Належить до муніципального утворення Лисинське сільське поселення.

## Історія
Населений пункт розташований на історичній землі Іжорія.
Згідно із законом від 22 грудня 2004 року № 116-оз належить до муніципального утворення Лисинське сільське поселення.

## Населення
| 2007 | 2010 | 2017 |
| ---- | ---- | ---- |
| 895  | ↗900 | ↘854 |